# Transatlantic (Antheil)
Transatlantic subtitulada la elección del pueblo, es una ópera en tres actos con música y libreto de George Antheil. Compuesta en 1929, se estrenó el 1 de enero de 1930 en Fráncfort del Meno. La obra a pesar de una buena acogida por parte de la crítica no se repuso más que seis veces. La ópera se repuso en 1998 en los Estados Unidos y en 2002 en Alemania. Musicalmente la obra utiliza los ritmos y los colores del jazz.

## Personajes
- Helena (soprano)
- Háctor (barítono)
- Áyax (bajo
- Jasón (tenor)
- Leo (tenor)
- Gladys (soprano)
- Tres agitadores (tenor, barítono y bajo)
- Bailarín de revista (trenor)
- Oficial de policía (barítono)
- Una muchacha (soprano)
- Coro (soprano, alto, tenor, bajo)